# Opvendt jomfruelig jord
Opvendt jomfruelig jord (russisk: Поднятая целина) er en sovjetisk film fra 1939 af Julij Rajzman.

## Medvirkende
- Gavriil Belov som Ostrovnov
- Sergej Blinnikov som Bannik
- Mikhail Bolduman som Nagulnov
- Boris Dobronravov som Davydov
- Vladimir Dorofejev som Sjjukar